# Günter Krajewski
Günter Krajewski (ur. 2 lutego 1971) – niemiecki szermierz.

## Życiorys
Zdobył srebrny medal (indywidualnie) w szpadzie na Mistrzostwach Europy w Szermierce w 1992 roku.